# 畫室 (庫爾貝)
《畫室：概括了我七年藝術和道德生活的真實寓喻》 （法語：L'Atelier du peintre. Allégorie réelle déterminant une phase de sept années de ma vie artistique et morale）是1855年居斯塔夫·庫爾貝在奥尔南完成的一幅油畫，現藏於巴黎奧賽美術館。
畫中人物代表的是影響了庫爾貝畫家生涯的重要人、事。畫上左邊是來自不同階級的人，中間是代表學院藝術的裸體模特，右邊則是庫爾貝的朋友和熟人。後者主要是巴黎的社會精英，包括夏爾·波德萊爾、尚弗勒里、蒲鲁东及庫爾貝的主要贊助人阿尔弗雷德·布鲁亚斯。
1855年世界博覽會上庫爾貝共有十一幅作品入選，但《畫室》並不在其中。在阿尔弗雷德·布鲁亚斯的幫助下，庫爾貝自己舉辦了畫展，這一舉動影響了後來的落選者沙龍。儘管庫爾貝宣稱這幅畫完美地展現了社會的各個層面，但當時這幅作品並不被人們所看好，只有歐仁·德拉克洛瓦等少數人對它表示讚賞。

## 外部連接
- Musée d'Orsay （页面存档备份，存于）
- Courbet's The Artist's Studio （页面存档备份，存于）, Smarthistory